# Ужин (Старорусский район)
Ужин — деревня в Старорусском районе Новгородской области в составе Наговского сельского поселения.

## География
Находится в южной части Новгородской области на расстоянии приблизительно 18 км на север-северо-запад по прямой от железнодорожного вокзала города Старая Русса на южном берегу озера Ильмень.

## История
На карте 1840 года уже была обозначена как Ужино. На карте 1847 года здесь было отмечено 52 двора.

## Население
Численность населения: 1 человек (русские 100 %) в 2002 году, 3 в 2010.

## Транспорт
Ближайшая остановка общественного транспорта находится в деревне Большой Ужин. Обслуживается автобусным маршрутом №107 Старая Русса — Борисово — Старая Русса.